# Generationals

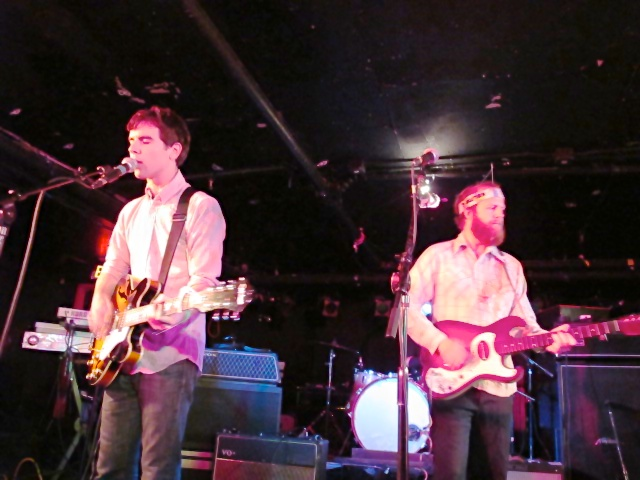
Generationals (2010) – US-amerikanische Band

Die Generationals sind ein US-amerikanisches Indie-Rock-Duo aus New Orleans, Louisiana. Es wurde im Jahr 2008 von den beiden Bandmitgliedern Ted Joyner und Grant Widmer gegründet.

## Geschichte
Joyner und Widmer waren als Mitgründer der aus Baton Rouge stammenden Indie-Pop-Band The Eames Era bereits mit der Musik vertraut, als sich diese auflöste und die beiden Musiker beschlossen, eine neue Band, die Generationals, zu gründen. Mit diesem Namen wurde die Band aufgrund der Präsidentschaftswahl in den Vereinigten Staaten 2008 benannt, als das Duo bemerkte, dass bei Diskussionen um die Nachfolge von George W. Bush häufig der Generationswechsel ein Thema war.
Bereits im Juli 2009 veröffentlichten die Generationals ihr erstes Album mit dem Titel Con Law. Die EP Trust folgte im November 2010, ehe am 29. März 2011 ihr zweites Album Actor-Caster veröffentlicht wurde.
Das Lied When They Fight They Fight vom ersten Album wurde 2009 von Bloomingdale’s und 2012 von Amazon Kindle in einer Werbung benutzt, der Song Faces in the Dark fand außerdem in einer Folge der dritten Staffel von Chuck Verwendung. Des Weiteren wurde das Lied Exterior Street Day Ende 2010 in einer Fernsehwerbung für Reese’s genutzt.
Als wohl bekanntestes Stück der Band gilt „Either Way“, dass 2010 im Film Verrückt nach Dir (Originaltitel: Going the Distance) zu hören war. Im Januar 2011 wurde das Lied „Trust“ zudem als „Pick of the Week“ bei Starbucks ausgewählt. Das Lied When They Fight They Fight war darüber hinaus, ebenfalls 2011, im Film Alles erlaubt – Eine Woche ohne Regeln enthalten.
Heza, das dritte Album der Band, erschien am 5. April 2013.

## Diskografie

### Alben
- Con Law (Juli 2009)
- Actor-Caster (März 2011)
- Heza (April 2013)
- Alix (September 2014)
- Reader as Retective (Juli 2019)

### EPs
- Trust (November 2010)
- Lucky Numbers (Oktober 2012)